# MOWI

Ancien logo avant le changement de nom en 2018

MOWI anciennement Marine Harvest est un groupe norvégien présent dans le domaine de la pisciculture et de la pêche. Il est le leader mondial de la production de saumon d'élevage, qui correspondait en 2010 à une part de marché mondiale d'environ 30 % dans le saumon et la truite d'élevage, déclarant produire environ 414 000 tonnes de saumon en 2014, avec plus de 10 000 employés dans 22 pays différents, dont en particulier la Norvège, l'Écosse, les îles Féroé, le Chili, le Canada, ou encore la France avec le site de Boulogne-sur-Mer — où des investissements ont été réalisés avec la construction d'un nouveau bâtiment et l'achat de chaines automatisées, afin d'augmenter la production — et le site de Landivisiau dans le Finistère (il s'agit des deux derniers sites en France depuis la fermeture en 2014 des usines de Poullaouen et de Châteaugiron en Bretagne).
Coté à la Bourse d'Oslo, le groupe est issu d'une fusion en 2006 entre trois firmes, Pan Fish ASA, Marine Harvest N.V. et Fjord Seafood. Marine Harvest N. V. avait à l'origine été fondé en 1965 par Unilever avant d'être revendu plusieurs fois, le groupe néerlandais d'alimentation animale Nutreco en devenant l'actionnaire principal. En novembre 2018 est rendue publique la décision de renommer les différentes entités Pan Fish ASA, Marine Harvest N.V. et Fjord Seafood en MΩWI, du nom de la toute première pisciculture du groupe. Le Ω symbolise l'unité des groupes, et l'harmonisation de l'ensemble des produits sous une seule marque.